# Saint-Priest-en-Jarez
 Saint-Priest-en-Jarez  es una población y comuna francesa, situada en la región de Ródano-Alpes, departamento de Loira, en el distrito de Saint-Étienne y cantón de Saint-Étienne-Nord-Est-2.

## Demografía
| 3485 | 3788 | 4628 | 4563 | 5673 | 5812 |
| Para los censos de 1962 a 1999 la población legal corresponde a la población sin duplicidades (Fuente: INSEE [Consultar]) |      |      |      |      |      |